# Щиголь Юрій Федорович
Юрій Федорович Щиголь (нар. 5 листопада 1983, с. Зазим'я, Броварський район, Київська область) — бригадний генерал, кандидат юридичних наук, колишній Голова Державної служби спецзв'язку та захисту інформації України.

## Біографія
Народився 5 листопада 1983 року в селі Зазим'я Броварського району Київської області.
У 2006 році закінчив Державний податковий університет за спеціальністю "правознавство". З 2008 по 2009 рік навчався в Національній академії Служби безпеки України. У 2017 році  — Університет ім. Альфреда Нобеля за спеціальністю фінанси і кредит.
З 2007 по 2008 рік працював у Баришівській податковій інспекції Київської області.
З 2008 по 2020 рік проходив військову службу на оперативних та керівних посадах в Службі безпеки України.
8 липня 2020 року розпорядженням Кабінету Міністрів України № 822-р призначений Головою Державної служби спеціального зв'язку та захисту інформації України.
29 березня 2022 року указом Президента України було присвоєно військове звання бригадного генерала.
20 листопада 2023 року звільнений з посади за власним бажанням.
22 листопада Щиголя було виведено зі складу Ставки Верховного Головнокомандувача відповідним указом президента.

## Кримінальне провадження
20 листопада 2023 року працівники НАБУ та САП повідомили про підозру голові Державна служба спеціального зв'язку та захисту інформації (Держспецзв'язку) Юрію Щиголю у заволодінні понад 60 млн грн коштів.
22 листопада 2023 року Вищий антикорупційний суд України обрав запобіжний захід для підозрюваного у вигляді тримання під вартою. Він матиме можливість внести заставу у розмірі 50 мільйонів гривень. На засідання Вищого антикорсуду, де обирають запобіжний захід колишньому голові Держспецзв’язку Юрію Щиголю, прибули двоє депутатів від партії "Слуга Народу" - Олександр Федієнко та Михайло Крячко, які готові взяти Щиголя на поруки.

## Діяльність у ГУР МО України
В інтервʼю виданню Lb.ua Юрій Щиголь розповів про те, що він зараз проходить військову службу на звичайній рядовій посаді в Головному управлінні розвідки Міністерства оборони України. Бригадий генерал Юрій Щиголь поділився, що служить у "всім відомому 9 Департаменті" та займається питаннями повʼязаними із дронами, звʼязком та кібербезпекою. Також, за його словами він дотичний до питань міжнародної співпраці

## Погляди
Юрій Щиголь називає російсько-українську кібервійну першою світовою кібервійною. Публічно заявляє, що Росія — це цілком законна ціль для українських кібератак. Вважає, що повномасшабна війна Росії проти України розпочалася 14 січня 2022 року, коли російські хакери атакували українські державні сайти:
"Перша світова повномасштабна кібервійна почалася 14 січня 2022 року, коли росіяни атакували понад 90 сайтів органів державної влади і практично жодна державна система не була пошкоджена росіянами. На сьогодні, за практично півтора роки повномасшабтого вторгнення, жодної цілі росіяни у кіберпросторі не досягли".

Ще до початку повномасшабної війни, Юрій Щиголь підкреслював важливість співпраці з міжнародними партнерами у сфері кібербезпеки, що дозволяє Україні отримувати нові технології та досвід для боротьби з кібератаками:

"Співпраця з міжнародними партнерами є критично важливою для зміцнення нашої обороноздатності. Ми отримуємо не лише технічну допомогу, а й цінний досвід".
На думку Юрія Щиголя, безпека — це відповідальність кожного, однак задля забезпечення безпеки мають працювати всі. Тому важливо бути обʼєднаними на національному та глобаьному рівнях, щоб забезпечити безпеку громадян України та країн партнерів.
"Важливий фактор — кіберпростір не має кордонів, це середовище в якому не можливо захищатися самостійно. Кібератаки були й будуть, і ніхто від них не застрахований, але мінімізувати шкоду, швидко відновитися й не втратити дані — одне з наших завдань. Коли ми чітко визначимо повноваження кожного, і кожен займатиметься своєю справою та забезпечуватиме надійний захист на власному рівні, тоді наша система працюватиме правильно. Ми до цього йдемо" .